# Avenida de Guadalajara metróállomás
Avenida de Guadalajara metróállomás Spanyolország fővárosában, Madridban a madridi metró 2-es vonalán.

## Metróvonalak
Az állomást az alábbi metróvonalak érintik:
- 2-es metróvonal

## Kapcsolódó állomások
A metróállomáshoz az alábbi állomások vannak a legközelebb:
- Alsacia (Cuatro Caminos, 2-es metróvonal)
- Las Rosas (Las Rosas, 2-es metróvonal)